# Воннеберг
Воннеберг (нем. Wonneberg) — община в Германии, в земле Бавария.
Подчиняется административному округу Верхняя Бавария. Входит в состав района Траунштайн. Подчиняется управлению Вагинг ам Зее. Население составляет 1485 человек (на 31 декабря 2010 года). Занимает площадь 18,01 км².